# Lee McRae
Lee McRae (Pembroke, 23 gennaio 1966) è un ex velocista statunitense.
In carriera si è laureato campione mondiale della staffetta 4×100 metri a Roma 1987 e campione mondiale indoor dei 60 metri piani a Indianapolis 1987.

## Palmarès
| Anno | Manifestazione      | Sede         | Evento      | Risultato | Prestazione | Note                          |
| ---- | ------------------- | ------------ | ----------- | --------- | ----------- | ----------------------------- |
| 1987 | Mondiali indoor     | Indianapolis | 60 m piani  | Oro       | 6"50        | Record mondiale               |
| 1987 | Universiadi         | Zagabria     | 100 m piani | Oro       | 10"07       | Miglior prestazione personale |
| 1987 | Universiadi         | Zagabria     | 4×100 m     | Oro       | 38"66       |                               |
| 1987 | Giochi panamericani | Indianapolis | 100 m piani | Oro       | 10"26       |                               |
| 1987 | Giochi panamericani | Indianapolis | 4×100 m     | Oro       | 38"41       |                               |
| 1987 | Mondiali            | Roma         | 100 m piani | 6º        | 10"34       |                               |
| 1987 | Mondiali            | Roma         | 4×100 m     | Oro       | 37"90       |                               |